# Il risveglio del dormiente e altre avventure di fantascienza
Il risveglio del dormiente e altre avventure di fantascienza è una raccolta di romanzi di fantascienza di H. G. Wells pubblicata nel 1980 dalla casa editrice Mursia e facenti parte della collana I grandi scrittori di ogni Paese divisa in 6 volumi pubblicati tra il 1966 e il 1981.

## Elenco dei romanzi
- Il risveglio del dormiente e altre avventure di fantascienza (antologia)
- Presentazione (introduzione) di Fernando Ferrara, pag. IX
- Il risveglio del dormiente (romanzo, When the Sleeper Wakes: A Story of Years to Come, 1899), traduzione di Maria Luisa Righi, pag.3
- I primi uomini sulla Luna (The First Men in the Moon, 1901), traduzione di Giuseppe Mina, pag.177
- Il cibo degli dei (The Food of the Gods), traduzione di Renato Prinzhofer, pag.331
- Nei giorni della cometa (In the Days of the Comet, 1906), traduzione di Piccy Carabelli, pag.507

## Collana I grandi scrittori di ogni Paese
- Tutti i racconti e i romanzi brevi (1966) OCLC 859634103
- Avventure di fantascienza (1966) OCLC 955839897
- Storie di fantasia e di fantascienza (1980) OCLC 799828764
- La macchina del tempo e altre avventure di fantascienza (1980) OCLC 797098735
- Il risveglio del dormiente e altre avventure di fantascienza (1980) OCLC 799285121
- La guerra nell'aria e altre avventure di fantascienza (1981) OCLC 799829452

L'opera ripropone alcuni romanzi di Wells pubblicati tra il 1899 e il 1906.
Introduzione e saggi sono curati da Ferdinando Ferrara, mentre le traduzioni sono di Renato Prinzhofer, Adriana Motti, Giuseppe Mina, Piccy Carabelli, Mary Corsani e Lia Spaventa Filippi.